# Wadi Howar

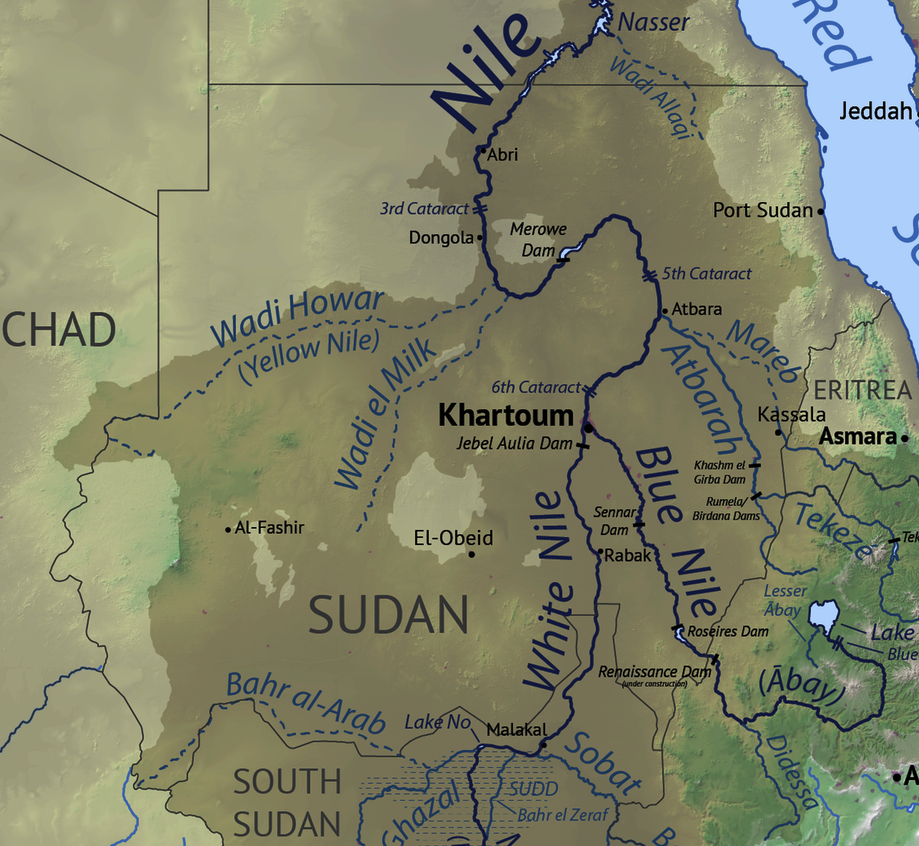
kaart van de zijrivieren van de Nijl in het huidige Soedan

Wadi Howar (ook: Wadi Howa of Gele Nijl) is een wadi in Soedan en Tsjaad.

## Geografie
Wadi Howar ontspringt in het oosten van de regio Borkou-Ennedi-Tibesti in Tsjaad en stroomt door de Soedanese staten Noord-Darfoer en Ash-Shamaliyah om zich ten noorden van de grote Nijlbocht tegenover Oud-Dongola bij de Nijl te voegen. Zich uitstrekkend over meer dan 1100 km  in west-oostelijke richting langs de zuidelijke randen van de Libische Woestijn ontvangt het gewoonlijk 25 mm regenval per jaar. 

## Holoceen
Wadi Howar is het overblijfsel van de oude Gele Nijl, een nu drooggevallen zijrivier van de Nijl, die actief was tijdens het Holoceen subpluviaal van ongeveer 9500 tot 4500 BP, toen het een van de grootste en meest permanente rivieren was. In die tijd bewoonden savannefauna en veeherders dit gebied, en de zuidelijke rand van de Sahara lag ongeveer 500 km noordelijker dan nu. Toen de Sahara tussen 6000 en 4000 BP verwoestijning onderging, werd de wadi eerst een keten van zoetwatermeren en moerassen, maar ongeveer 2000 jaar geleden hield de waterstroom definitief op. Tegenwoordig ontvangt de regio hooguit 25 mm regen per jaar.  

## Archeologie
De vele prehistorische vindplaatsen bevestigen dat Wadi Howar ooit een ecologisch bevoorrecht leefgebied was, en een verbindingsroute tussen de binnenlanden van Afrika en de Nijlvallei. De tot nu toe meest grondig onderzochte archeologische vindplaats in de wadi is Gala Abu Ahmed.
- Virtual International Authority File: 246645826